# Seis Naciones Femenino 2006
El Seis Naciones Femenino 2006 fue la decimoprimera edición del principal torneo de rugby femenino europeo.
Fue la última edición en donde participó el seleccionado de España, desde la temporada 2007 fue reemplazado por la selección de Italia.

## Participantes
- Escocia
- España
- Francia
- Gales
- Inglaterra
- Irlanda

## Clasificación
| Pos. | País       | Partidos | Partidos | Partidos  | Partidos | Anotación | Anotación | Anotación  | Puntos |
| Pos. | País       | Jugados  | Ganados  | Empatados | Perdidos | A favor   | En contra | Diferencia | Puntos |
| ---- | ---------- | -------- | -------- | --------- | -------- | --------- | --------- | ---------- | ------ |
| 1    | Inglaterra | 5        | 5        | 0         | 0        | 213       | 33        | +180       | 10     |
| 2    | Gales      | 5        | 4        | 0         | 1        | 55        | 55        | 0          | 8      |
| 3    | Francia    | 5        | 3        | 0         | 2        | 103       | 42        | +61        | 6      |
| 4    | Escocia    | 5        | 2        | 0         | 3        | 33        | 62        | -29        | 4      |
| 5    | Irlanda    | 5        | 1        | 0         | 4        | 42        | 104       | -62        | 2      |
| 6    | España     | 5        | 0        | 0         | 5        | 25        | 175       | -150       | 0      |

## Resultados
| 4 de febrero | Irlanda | 25 - 10 | España |  |  |

| 4 de febrero | Inglaterra | 38 - 15 | Gales |  |  |

| 5 de febrero | Escocia | 3 - 23 | Francia |  |  |

| 10 de febrero | Francia | 32 - 0 | Irlanda |  |  |

| 11 de febrero | España | 3 - 86 | Inglaterra |  |  |

| 11 de febrero | Gales | 5 - 0 | Escocia |  |  |

| 25 de febrero | Francia | 38 - 0 | España |  |  |

| 25 de febrero | Irlanda | 7 - 14 | Gales |  |  |

| 25 de febrero | Escocia | 5 - 22 | Inglaterra |  |  |

| 10 de marzo | Irlanda | 0 - 9 | Escocia |  |  |

| 10 de marzo | Gales | 10 - 0 | España |  |  |

| 11 de marzo | Francia | 0 - 28 | Inglaterra |  |  |

| 17 de marzo | Inglaterra | 29 - 10 | Irlanda |  |  |

| 17 de marzo | Gales | 11 - 10 | Francia |  |  |

| 17 de marzo | España | 12 - 16 | Escocia |  |  |

| Bandera de Inglaterra |
| Campeón Inglaterra    |
| Séptimo título        |